# Le Mesnil-Adelée
Le Mesnil-Adelée és un municipi francès situat al departament de la Manche i a la regió de Normandia. L'any 2007 tenia 196 habitants.

## Demografia

### Població
El 2007 la població de fet de Le Mesnil-Adelée era de 196 persones. Hi havia 83 famílies de les quals 33 eren unipersonals (8 homes vivint sols i 25 dones vivint soles), 21 parelles sense fills, 25 parelles amb fills i 4 famílies monoparentals amb fills.
La població ha evolucionat segons el següent gràfic:
Habitants censats

### Habitatges
El 2007 hi havia 107 habitatges, 81 eren l'habitatge principal de la família, 16 eren segones residències i 10 estaven desocupats. 103 eren cases i 1 era un apartament. Dels 81 habitatges principals, 63 estaven ocupats pels seus propietaris i 18 estaven llogats i ocupats pels llogaters; 1 tenia una cambra, 9 en tenien dues, 19 en tenien tres, 23 en tenien quatre i 28 en tenien cinc o més. 75 habitatges disposaven pel capbaix d'una plaça de pàrquing. A 39 habitatges hi havia un automòbil i a 32 n'hi havia dos o més.

### Piràmide de població
La piràmide de població per edats i sexe el 2009 era:
| Homes | Edats   | Dones |
| ----- | ------- | ----- |
| 0     | 95 o +  | 0     |
| 4     | 90 a 94 | 0     |
| 0     | 85 a 89 | 0     |
| 0     | 80 a 84 | 8     |
| 8     | 75 a 79 | 0     |
| 4     | 70 a 74 | 8     |
| 4     | 65 a 69 | 4     |
| 12    | 60 a 64 | 8     |
| 0     | 55 a 59 | 0     |
| 0     | 50 a 54 | 4     |
| 12    | 45 a 49 | 8     |
| 0     | 40 a 44 | 4     |
| 12    | 35 a 39 | 4     |
| 8     | 30 a 34 | 8     |
| 0     | 25 a 29 | 0     |
| 0     | 20 a 24 | 0     |
| 4     | 15 a 19 | 4     |
| 4     | 10 a 14 | 12    |
| 24    | 5 a 9   | 0     |
| 0     | 0 a 4   | 0     |

## Economia
El 2007 la població en edat de treballar era de 118 persones, 83 eren actives i 35 eren inactives. De les 83 persones actives 76 estaven ocupades (48 homes i 28 dones) i 5 estaven aturades (2 homes i 3 dones). De les 35 persones inactives 15 estaven jubilades, 13 estaven estudiant i 7 estaven classificades com a «altres inactius».

### Ingressos
El 2009 a Le Mesnil-Adelée hi havia 73 unitats fiscals que integraven 180 persones, la mediana anual d'ingressos fiscals per persona era de 13.565,5 €.

### Activitats econòmiques
Dels 4 establiments que hi havia el 2007, 1 era d'una empresa alimentària, 2 d'empreses de construcció i 1 d'una empresa immobiliària.
Dels 2 establiments de servei als particulars que hi havia el 2009, 1 era un paleta i 1 guixaire pintor.
L'any 2000 a Le Mesnil-Adelée hi havia 29 explotacions agrícoles que ocupaven un total de 616 hectàrees.

## Poblacions més properes
El següent diagrama mostra les poblacions més properes.